# Leif "Smoke Rings" Anderson
Leif ”Smoke Rings” Anderson, egentligen Leif Rune Anderson, född 11 februari 1925 i Sankt Johannes församling i Malmö, död 17 november 1999 i Malmö, var en svensk journalist och programledare i Sveriges Radio. Han blev särskilt känd för sitt program Smoke Rings.

## Biografi
På grund av en halssjukdom i unga år var Leif Andersons röst mycket hes och mörk, vilket gav honom en karaktäristisk radioröst. Han blandade sin skånska dialekt med uttryck på engelska som han hade snappat upp på amerikanska jazzskivor. Han fick sitt smeknamn när han 1960–1999 ledde programmet Smoke Rings i Sveriges Radio, där han presenterade mjuk, melodiös jazzmusik, främst från swingepoken. Den 14 november 1999, tre dagar före sin död, slog han Sven Jerrings tidigare radiorekord från 
Barnens brevlåda, genom att sända det 1 786:e Smoke rings. Som signaturmelodi till Smoke Rings använde han hela tiden ”Smoke Rings” med The Casa Loma Orchestra och som avslutning under senare år ”Marlowe's Theme” av David Shire från filmen Farewell my lovely "Kör hårt, Marlowe" (1975).
Före programmet Smoke Rings var han programledare för liknande radioprogram från Malmö, Reflexer i skivsplittret (1956), Svängdags (1959) och Swing Session (1960).
Anderson var tillsammans med Lasse O'Månsson berättarröst 1966–1967 i Sveriges Radios radioteater-följetong Dickie Dick Dickens. Han var vidare programledare för två TV-program i SVT, dels Nostalgoteket där han visade korta musikfilmer, dels Rainbow Room (sex program 1984–1985) där han i smoking och röd fluga presenterade jazzkompositörer.
Anderson drev sedan 1940-talet egen postorderförsäljning av jazzskivor, "The Music Room".
Han verkade som skribent i bland annat Orkester-Journalen, där han ofta upprörde musiker med sina tvärsäkra åsikter och sitt ogillande av modern jazz (”migränmusik”). Dessutom sågs han ofta som presentatör vid jazzevenemang. 
Leif "Smoke Rings" Anderson är gravsatt i minneslunden på Gamla kyrkogården i Malmö.

## Utmärkelser
- 1993 – Basisten (Anderson och Lars Resberg var de första mottagarna av den av Riksförbundet Svensk Jazz instiftade utmärkelsen)